# Cratere Akhmatova
Akhmatova  è un cratere sulla superficie di Venere. Deve il suo nome ad Anna Andreevna Achmatova (in russo А́нна Андре́евна Ахма́това?), petessa sovietica di nazionalità russa.